# École d'ingénieurs Paoli Tech
L'École d'ingénieurs Paoli Tech est l'une des 204 écoles d'ingénieurs françaises accréditées au 1er septembre 2020 à délivrer un diplôme d'ingénieur.
Elle est située à Corte et délivre un enseignement dans les domaines de la construction durable,  la thermique du bâtiment, les énergies renouvelables, la maîtrise de la demande en énergie et de la gestion des réseaux électriques
Elle est membre de la conférence des directeurs des écoles françaises d'ingénieurs (CDEFI) et est une école interne de l'université de Corse-Pascal-Paoli.

## Situation
L'école se situe à Corte en Corse.

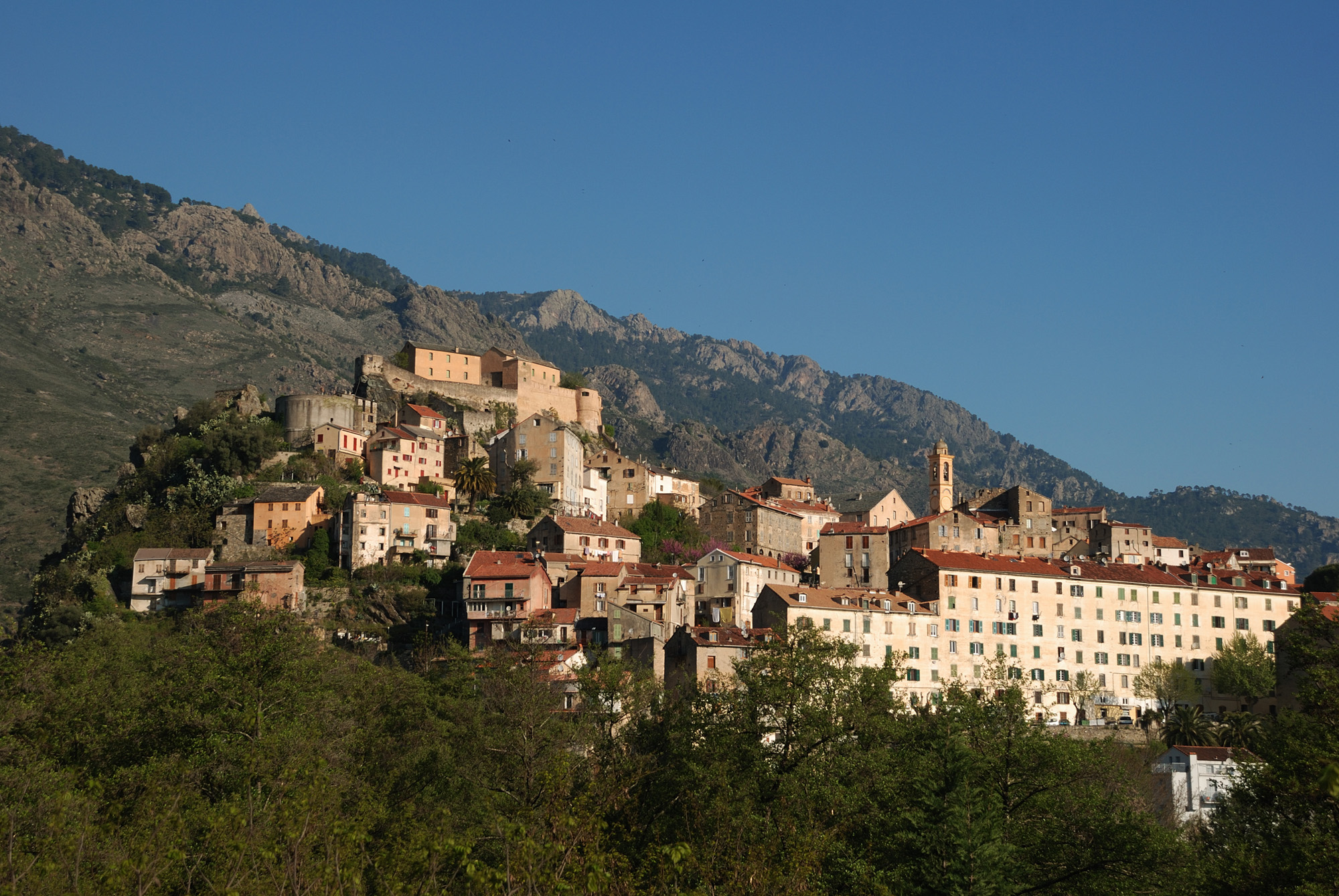
Ville de Corte

Elle est proche du laboratoire SPE (Science pour l'Environnement) du CNRS : les élèves ingénieurs en énergétique de bénéficient des installations de recherche et en particulier des plateformes expérimentales, à la suite du partenariat de l’Université de Corse, HELION, et du Commissariat à l’Énergie Atomique et aux Énergies Alternatives : 
- MYRTE (Mission hYdrogène Renouvelable pour l’inTégration au réseau Electrique)  qui met en œuvre le couplage de l’énergie solaire avec une chaîne hydrogène comme vecteur énergétique pour le stockage des énergies renouvelables.
- PAGLIA ORBA (Plate-forme Avancée de Gestion éLectrique en milieu Insulaire Associant stOckage et Energies Renouvelables - oBjectif Autonomie) qui a vocation à associer plusieurs formes de stockage de l’énergie (batteries, chaîne H2, volant d’inertie..) avec des systèmes de production renouvelables (PV, éolien) afin d’en limiter leurs intermittences.

## Admission

### Au baccalauréat
Le parcours Paoli Tech (PT) de la licence Sciences pour l'ingénieur s'adresse à des bacheliers scientifiques. Ce cursus dure 2 ans et a pour objectif de préparer les étudiants à une future intégration au sein de Paoli Tech. L'admission au sein de l'école est acquise de droit pour les étudiants ayant obtenu une moyenne de 12/20 à l'issue du parcours.

### A bac+2
L’admission en première année de l'école d'ingénieurs Paoli Tech en spécialité énergétique est également possible sur dossier pour les étudiants au moins titulaires d’un BAC+2 (L2, DUT, CPGE ou BTS). Pour une admission en deuxième année, les étudiants doivent au moins posséder un Master 1.

## Enseignement
Selon la CTI, en 2018, les caractéristiques de la formation sont les suivantes :
| Intitulé de la spécialité diplôme d'ingénieur | Type                                      | Accrédiation | Label   |
| --------------------------------------------- | ----------------------------------------- | ------------ | ------- |
| Énergétique                                   | Formation initiale sous statut d'étudiant | Maximale     | EUR-ACE |

## Historique
| Septembre 2009 | Ouverture par l'université de Corse du cycle préparatoire intégré                      |
| -------------- | -------------------------------------------------------------------------------------- |
| Janvier 2011   | Obtention de l'habilitation à délivrer le titre d'ingénieurs en spécialité Énergétique |
| Septembre 2011 | Première rentrée                                                                       |
| Juillet 2014   | Premiers diplômés parrainés par Louis Castex                                           |
| Juillet 2015   | Deuxième remise des diplômes parrainée par Patrick Bressot, directeur régional d'EDF   |